# Nyíri Antal
Nyíri Antal (Szentes, 1907. március 9. – Szeged, 2000. december 13.) magyar nyelvész, tanszékvezető egyetemi tanár, a nyelvészeti tudományok doktora. Szerteágazó kutatási tevékenységet fejtett ki a magyar nyelvészet több területén.

## Iskolái
Régi szentesi szántóvető, iparos családban született. Apja, Nyíri Antal kovácsmester, anyja Balog Szabó Mária.
Alapfokú tanulmányait szülővárosában a Református Népiskolában végezte, a Horváth Mihály Reálgimnáziumban érettségizett (1926). Érdeklődése a humán tárgyak, elsősorban a magyar nyelv és irodalom felé fordult, melyet gimnáziumi tanárai Zolnay Dezső, Molecz Béla és Bárdos Rezső alapoztak meg. A szentesi gimnáziumból került Szegedre, ahol a Ferenc József Tudományegyetem magyar-német szakos hallgatójaként kezdte meg tanulmányait. A kezdetektől nagy hatással volt rá a kor jeles nyelvészprofesszora, Mészöly Gedeon. Kiváló tanulmányi eredményeit igazolja, hogy ösztöndíjasként előbb Münchenben (1927/28), majd Bécsben a Collegium Hungaricumban tanulhatott (1929/30). A tanári szakvizsgát 1932-ben tette le.

## Munkahelyei, tudományos munkássága
Első munkahelye Újszegeden a Vakok Intézetében volt, ahol étkezés és szállás fejében felügyelő tanárként dolgozott. 1933-ban szerzett bölcsészdoktori címet. Disszertációját a középkori domonkosok magyar nyelvemlékeit tartalmazó ún. Winkler-kódex nyelvészeti kérdéseiről írta. Dr. Pais Dezső akadémikus szerint a „A Winkler Kódex hangtana és szótana című kötet az egyik legalaposabb kódextanulmányunk, főképpen pontos szójegyzékével.” 
1934 őszétől Csurgón a Csokonai Gimnáziumban tanított magyar és német nyelvet, irodalmat és bölcseletet. Ekkor kezdte gyűjteni Szenna és környékének népnyelvi adatait, s ezt A zselicségi Szenna és vidéke magyar nyelvjárása (1939) című dolgozatában adta közre. Az előszót a híres szegedi nyelvész-tanár, Horger Antal írta, Pais Dezső akadémikus a Magyar Nyelv című tudományos folyóirat hasábjain méltatta: "... nemcsak mint gondos gyűjtőmunka tartozik nyelvjárástudományunk értékei közé, hanem feldolgozásként is jóval a szokványos színvonal fölé emelkedik, többek közt a benne foglalt jelentéstani fejtegetések révén.” 
A második bécsi döntés (1942) után professzora, Mészöly Gedeon hívására érkezett Kolozsvárra, ahol a Bolyai Egyetem gyakorlógimnáziumában helyezkedett el, mellette az egyetemen heti 2 órában a Nyelvemlékek című kollégiumot vezette. 1944 nyarán családjával (feleségével és két gyermekével) visszaköltözött Szentesre, ahol néhány hónapot egykori gimnáziumában tanított. Itt folytatta az évekkel korábban megkezdett gyűjtését, mely A kihaló szentesi víziélet néprajzi és népnyelvi maradványai (1948) című kötetében látott napvilágot. Ez az írása hosszú időn át a néprajz szakos egyetemi hallgatók kötelező olvasmánya volt. Szülővárosához való ragaszkodása mutatkozik Szentes nyelvi sajátosságait és nyelvjárásait bemutató egyéb írásaiban is.
1945-ben Békéscsabára költözött, ahol a helyi evangélikus gimnázium tanára lett. A helyi könyvtárban került közeli barátságba Féja Géza íróval. 1947 augusztusában a szegedi Baross Gábor Gimnáziumban kapott állást. 1950-ben a Pedagógiai Főiskola Magyar Nyelvészeti Tanszékének vezetője lett. Két jegyzetet írt: A mellérendelő mondatok és Szókincs címmel. 1952 őszén került a Szegedi Egyetem Magyar Nyelvészeti Tanszékére, ahol 1955-től 1977-ig a Nyelvészeti Tanszék vezetője volt.
Pályafutása során mintegy 150 szóetimológiával és magyar nyelvtörténettel foglalkozó tanulmánya jelent meg. Vezetésével és a tanszéki kollégák közreműködésével készült el 1971-ben a Müncheni Kódex 1466-ból című kötet, mely az első magyar bibliafordítás kritikai szövegkiadása, de nevéhez fűződik a Müncheni Kódex magyar-latin szótára (1993) is. Színvonalas írásai és előadásai révén a 20. század második felében a magyar nyelvésztársadalom kiemelkedő szakemberévé vált. Életművéért 1989-ben elnyerte a nyelvtudomány doktora címet.

## Vélemények Nyíri Antalról
A történeti kutatások mellett nyelvműveléssel és nyelvhelyességgel is foglalkozott. Egykori tanítványa, később munkatársa, dr. Szabó József egyetemi tanár írja visszaemlékezésében: „Nemcsak a magyar nyelvészet jövőjéért aggódott, hanem a pontatlan megfogalmazástól a durva, trágár beszédig minden olyan jelenség terjedése miatt is, ami elszürkíti, rossz irányba viszi a mindennapi nyelvhasználatot.” 
Nyolcvan éves születésnapja alkalmából a Magyar Nyelv hasábjain dr. Hajdú Péter akadémikus méltatta munkásságát: „Ő a totális és univerzális magyar nyelvészet művelője. Alig van a magyar nyelvészetnek olyan ága, amelyhez ne volna köze. … A műgond, a tiszta stílus, a tárgyszerű anyagfeltárás és értékelés olyan erények, melyeket ilyen színvonalon kevesen tudtak felmutatni. ...  A szegedi Bölcsészkar legnagyobb hatású és tekintélyű professzorai közé emelkedett.” 
Dr. Szűcs Judit néprajzkutató, mint tanítvány emlékezett egykori professzorára: "Soha nem kényszerítette rám véleményét, nem oktatott ki és nem szabta meg, hogyan döntsek ... de példát adott a természetes viselkedésre, őszinte véleménynyilvánításra, a szülőföld szeretetére.  ... A magyar nyelvészet oktatása közben, szakdolgozókkal, nyelvészekkel, néprajzosokkal foglalkozva – köztük az én munkámat is irányítva, segítve –, tárgyszerűségre, az adatok tiszteletére, a gondolatok egyszerű, világos kifejezésére és a szakma szenvedélyes szeretetére nevelt.” 
Szabó Józsefné főiskolai tanár is elismeréssel nyilatkozott egykori kollégájáról: „Nyíri Antal professzor a főiskolán töltött két év alatt két jegyzetet írt, amelyet aztán sok évig használtak az oktatásban. Az egyik jegyzet a mellérendelő mondatok, a másik pedig a Szókincs című. Szívéhez talán közelebb állt az utóbbi jegyzet, melyben külön fejezetet szentelt a magyar szólások tanulságainak. Ily módon igyekezett kialakítani a hallgatók nyelvtörténeti szemléletét. A főiskolánkon töltött két év során folytatta a nyelvemlékek vizsgálatát. Ezekre az évekre esik a had és a szer szavak szófejtése és magyarázata. Munkáira jellemző az alaposság, a nyelvi adatok néprajzi és művelődéstörténeti hátterének részletes, sokoldalú feltárása, fejtegetéseinek világos, logikus gondolatmenete.”

## Művei
- A Winkler Kódex hangtana és szótana (1933)
- A zselicségi Szenna és vidéke magyar nyelvjárása (1939)
- A kihaló szentesi víziélet néprajzi és népnyelvi maradványai (1948)
- A mellérendelő mondatok (1950)
- Szókincs (1951)
- Müncheni Kódex 1466-ból (1971)
- A Müncheni Kódex magyar–latin szótára (1993)
- Szófejtések és nyelvtörténeti tanulmányok (2004)

## Kitüntetései
- Klebelsberg Kunó emlékérem (1942)
- A Felsőoktatás Kiváló Dolgozója (1953)
- Munka Érdemrend (1960)
- Oktatásügy Kiváló Dolgozója (1971)
- Honismeretért emlékérem (1974)
- Munka Érdemrend arany fokozata (1977)
- Révai Miklós-díj (1997)
- Szentes város díszpolgára (1997)

## Tagságai
- A Magyar Nyelvtudományi Társaság tagja, a szegedi csoport elnöke
- Finnugor Társaság
- Az MTA Magyar Nyelvészeti Bizottságának tagja
- Magyar Nyelv szerkesztőbizottsági tag
- A Néprajz és Nyelvtudomány c. sorozat társszerkesztője
- A Csongrád Megyei Honismereti Bizottság elnöke.[16]